# Czech Juniors 2009
Das Czech Juniors 2009 als bedeutendstes internationales Nachwuchsturnier von Tschechien im Badminton fand vom 26. bis zum 29. November 2009 in Orlová statt.

## Sieger und Platzierte der Junioren U19
| Disziplin    | Gold                                | Silber                                  | Bronze                              |
| ------------ | ----------------------------------- | --------------------------------------- | ----------------------------------- |
| Herreneinzel | Anatoliy Yartsev                    | Lukáš Zevl                              | Konstantin Abramov                  |
| Herreneinzel | Anatoliy Yartsev                    | Lukáš Zevl                              | Max Schwenger                       |
| Dameneinzel  | Yelyzaveta Zharka                   | Natalia Perminova                       | Sonia Olariu                        |
| Dameneinzel  | Yelyzaveta Zharka                   | Natalia Perminova                       | Laura Sárosi                        |
| Herrendoppel | Mateusz Dubowski Maciej Poulakowski | Paul Demmelmayer Philipp Perissutti     | Denis Grachev Anatoliy Yartsev      |
| Herrendoppel | Mateusz Dubowski Maciej Poulakowski | Paul Demmelmayer Philipp Perissutti     | Konstantin Abramov Dmitriy Balandin |
| Damendoppel  | Yelyzaveta Zharka Yuliya Kazarinova | Anastasia Chervyakova Natalia Perminova | Sára Fekete Krisztina Perényi       |
| Damendoppel  | Yelyzaveta Zharka Yuliya Kazarinova | Anastasia Chervyakova Natalia Perminova | Evgeniya Kosetskaya Karina Nazarova |
| Mixed        | Denis Grachev Anastasia Chervyakova | Lukáš Zevl Lucie Havlová                | Mateusz Dubowski Yuliya Kazarinova  |
| Mixed        | Denis Grachev Anastasia Chervyakova | Lukáš Zevl Lucie Havlová                | Paul Demmelmayer Belinda Heber      |